# Алашкертская операция
Алашкертская операция 1915 года — оборонительная операция войск левого фланга Кавказской армии против турецкой 3-й армии на Кавказском фронте 26 июня (9 июля) — 21 июля (3 августа) 1915 года, во время Первой мировой войны.

## Ход
После завершения Сарыкамышской операции 1914—1915 части 4-го Кавказского армейского корпуса (генерал от инфантерии П. И. Огановский) вышли в район Коп, Битлис с целью занять охватывающее положение для перехода в общее наступление на Эрзурум.
Турецкое командование, стремясь сорвать план командования Кавказской армии, скрытно сосредоточило западнее озера Ван сильную ударную группировку во главе с Абдул-Керим-пашой (89 батальонов, 48 эскадронов и сотен). Она имела задачу прижать 4-й Кавказский армейский корпус (31 батальон, 70 эскадронов и сотен) в труднопроходимом и пустынном районе севернее озера Ван, уничтожить его, а затем перейти в наступление на Карс, чтобы перерезать коммуникации русских войск и вынудить их к отходу. Части корпуса под натиском превосходящих сил противника были вынуждены отходить от рубежа к рубежу.
К 8 (21) июля турецкие войска вышли к рубежу Гелиан, Джура, Диядин, создав угрозу прорыва к Карсу. Для срыва плана противника русское командование создало в районе Даяра ударный отряд генерал-лейтенанта Н. Н. Баратова (24 батальона, 31 сотня), который 9 (22) июля нанес контрудар во фланг и в тыл 3-й турецкой армии. Через сутки в наступление перешли главные силы 4-го Кавказского армейского корпуса. Турецкие войска, опасаясь обхода, начали отступать и, воспользовавшись недостаточно энергичными действиями частей корпуса, сумели 21 июля (3 августа) перейти к обороне на рубеже Бюлюк-Баши, Эрджиш. В итоге операции план противника уничтожить 4-й Кавказский армейский корпус и прорваться к Карсу потерпел провал. Русские войска сохранили большую часть занятой ими территории и обеспечили условия для проведения Эрзурумской операции 1915—1916 годов.